# ونچربیت
ونچربیت (به انگلیسی: VentureBeat) یک وب سایت فناوری آمریکایی است که دفتر مرکزی آن در سانفرانسیسکو، کالیفرنیا قرار دارد. این سایت اخبار، تحلیل ها، مصاحبه ها و ویدئوها را منتشر می کند.